# غسان المشيني
غسان المشيني (1952 - 18 ديسمبر 2021) ممثل ومخرج أردني راحل.

## حياته
وُلد غسان إسحاق عودة المشيني عام 1952 لعائلة فنية أردنية، فوالده الإذاعي إسحاق المشيني وشقيقاه كل من الفنان الراحلان نبيل المشيني والفنان أسامة المشيني. نال شهادة البكالوريوس في المسرح من القاهرة العام 1980، وكان عضو في نقابة الفنانين الأردنيين. 
دخل غسان المشيني عالم المسرح قبل أن يتوجه إلى القاهرة للدراسة، فكانت مسرحية «حياة صعبة» (1973) بوابة الدخول للتخصص، ثم عاد وقدم عدداً من الأعمال أبرزها شخصية «أبو الخل» في سلسلة أبو عواد، وشخصية عمرو في مسلسل "المناهل"، ومسلسل «القدس أولى القبلتين»، إضافة إلى إخراجه لمسرحية «عمارة العلالي»، ومسرحية «قربة مخزوقة»، مسرحية «طعة وقايمة»، ومسرحية «كباريه». أشرف على أكاديمية «الزعيم» في الأردن، وقد قدم اخر أعماله وقد كان برنامج قهوة الحرية على قناة رؤيا الأردنية.

## وفاته
توفي في 18 ديسيمبر 2021 اثر اصابته بجلطة قلبية عن عمر ناهز الـ 70 عامًا، نعته وزيرة الثقافة هيفاء النجار، وشيع جثمانه بمشاركة جمع غفير من الأقارب والأصدقاء.

## أعماله
المسلسلات والكرتون
- 2018 - ثار غليص
- 2017 - ذباح غليص
- 2016 - مالك بن الريب
- 2015- مدام بريزدنت
- 2014- إخوة الدم
- 2008 - القدس أولى القبلتين
- 2008 - يوميات أبو عواد الجزء الرابع
- 1989 - حارة أبو عواد الجزء الثاني
- 1987- المناهل
- 1986- الديرة
- 1985- سالي
- 1984- الزيارة
- 1984- فولترون
- 1983- بيوت في مكة
- 1982- طرفة بن العبد
- 1981- حارة أبو عواد الجزء الأول
- 1980- الكواكبي
- 1980- مغامرات نيلز
- 1979- أحمد باشا الجزار
- 1979- سوسن الزهرة الجميلة
- 1978- بيرين
- 1974- خذوني معاكم
- 1974- هايدي
- 1972- الأخرس والقلادة الخشبية

## وصلات خارجية
- غسان المشيني على موقع قاعدة بيانات الأفلام العربية
- حوار مع الفنان غسان المشيني